# Электродвигатель постоянного тока

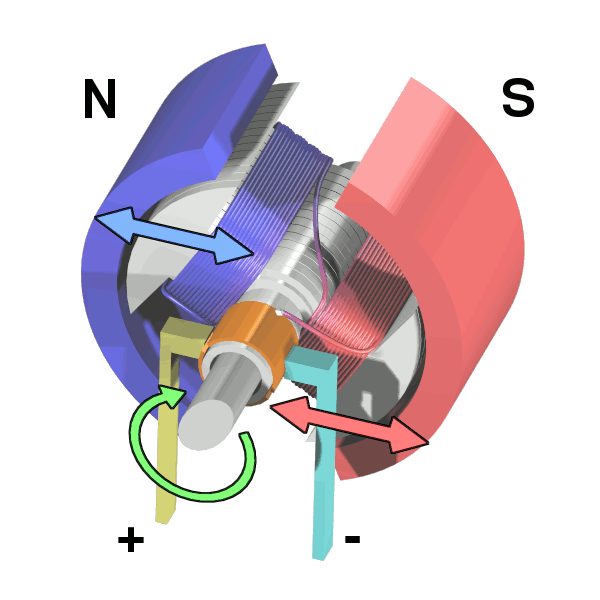
Пример простейшего коллекторного двигателя постоянного тока с двухполюсным статором и с двухполюсным ротором

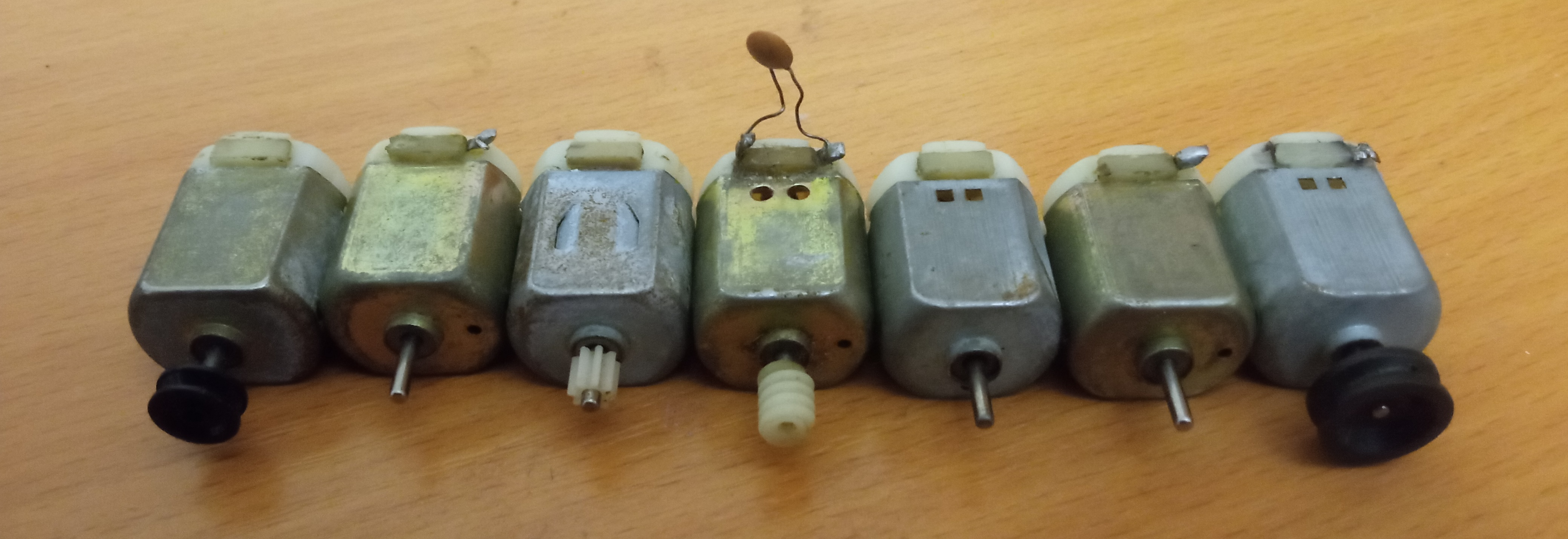
Одни из самых массовых и дешёвых коллекторных электродвигателей постоянного тока «Mabuchi FA-130» (статор двухполюсный с двумя постоянными магнитами, трёхполюсный ротор), широко применяемые в бытовой технике, игрушках и т.п.

Электродвигатель постоянного тока (ДПТ) — электрическая машина постоянного тока, преобразующая электрическую энергию постоянного тока в механическую энергию.

## История
- 1834 г. Якоби, Борис Семёнович построил электродвигатель, основанный на принципе притяжения и отталкивания между электромагнитами.
- 1839 г. Якоби, Борис Семёнович построил лодку с электродвигателем постоянного тока.

## Описание коллекторного ДПТ

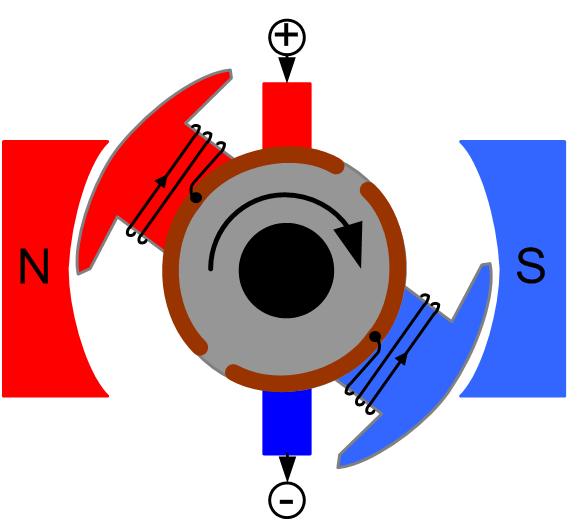
Схема электродвигателя с двумя обмотками электромагнита на якоре

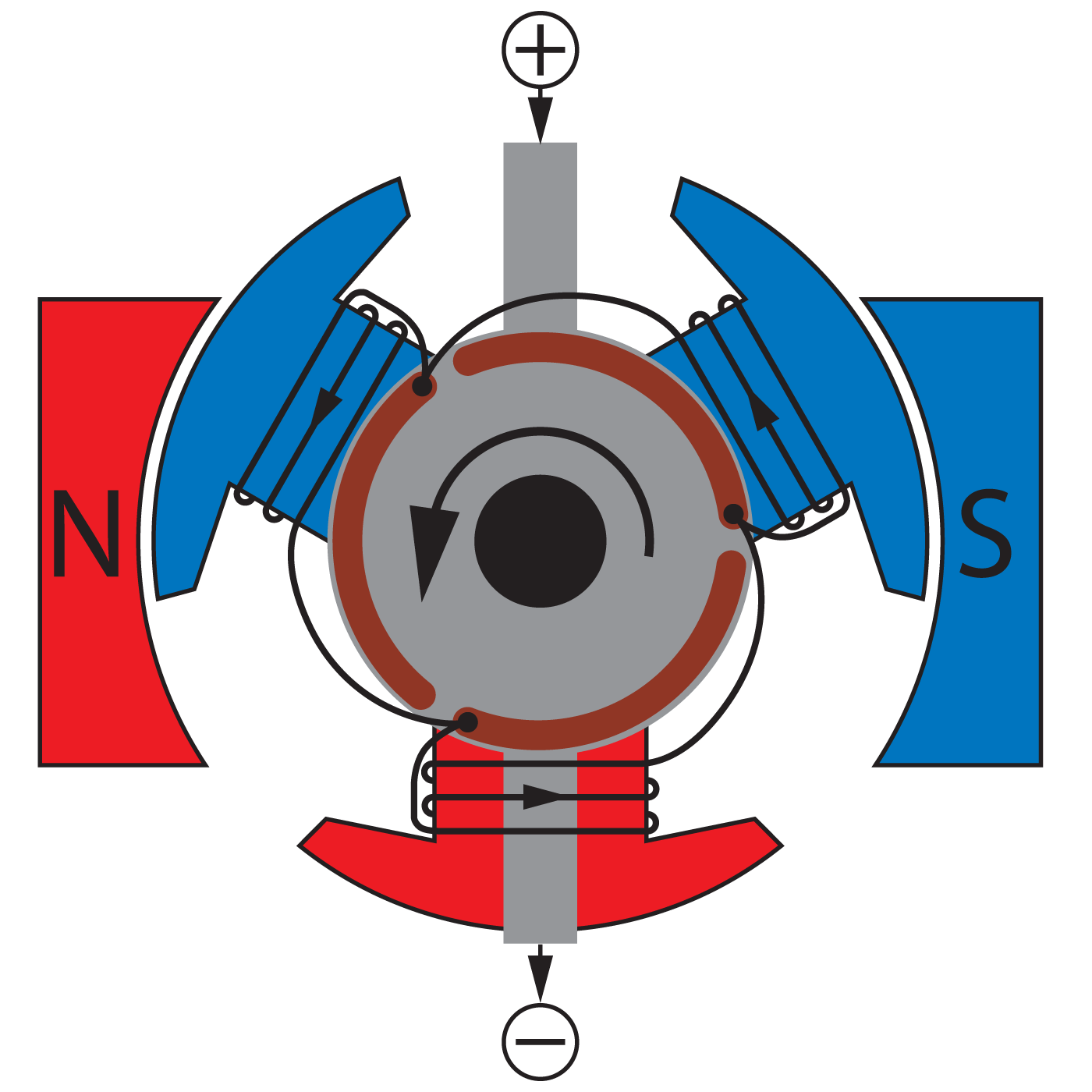
Схема электродвигателя с тремя обмотками электромагнита на якоре

Этот двигатель можно ещё назвать синхронной машиной постоянного тока с самосинхронизацией.
Простейший двигатель, являющийся машиной постоянного тока, состоит из постоянного магнита на индукторе (статоре), одного электромагнита с явно выраженными полюсами на якоре (двухзубцового якоря с явно выраженными полюсами и с одной обмоткой), щёточноколлекторного узла с двумя пластинами (ламелями) и двумя щётками.
Простейший двигатель имеет два положения ротора (две «мёртвые точки»), из которых невозможен самозапуск, и неравномерный крутящий момент. В первом приближении магнитное поле полюсов статора равномерное (однородное). В этом случае крутящий момент равен:
{\displaystyle M_{s}=s\cdot 2\cdot B\cdot I\cdot L\cdot r\cdot \sin(w\cdot t)},
где {\displaystyle s} — число витков обмотки ротора,
{\displaystyle B} — индукция магнитного поля полюсов статора,
{\displaystyle I} — ток в обмотке ротора [А],
{\displaystyle L} — длина рабочей части витка обмотки [м],
{\displaystyle r} — расстояние от оси ротора до рабочей части витка обмотки ротора (радиус) [м],
{\displaystyle \sin } — синус угла между направлением северный-южный полюс статора и аналогичным направлением в роторе [рад],
{\displaystyle w} — угловая скорость [рад/сек],
{\displaystyle t} — время [сек].
Из-за наличия угловой ширины щёток и углового зазора между пластинами (ламелями) коллектора в двигателе этой конструкции имеются динамически постоянно короткозамкнутые щётками части обмотки ротора. Число короткозамкнутых частей обмотки ротора равно числу щёток. Эти короткозамкнутые части обмотки ротора не участвуют в создании общего крутящего момента.
Суммарная короткозамкнутая часть ротора в двигателях с одним коллектором равна:
{\displaystyle n\cdot \alpha /(2\cdot \pi )},
где {\displaystyle n} — число щёток,
{\displaystyle \alpha } — угловая ширина одной щётки [радиан].
Без учёта короткозамкнутых щётками частей крутящего момента средний крутящий момент {\displaystyle s} рамок (витков) с током за один оборот равен площади под интегральной кривой крутящего момента, делённой на длину периода (1 оборот = {\displaystyle 2\pi }):
{\displaystyle Mkrsr=\left(2\cdot \int \limits _{0}^{\pi }s\cdot 2\cdot B\cdot I\cdot L\cdot r\cdot \sin(w\cdot t)d(w\cdot t)\right)/(2\cdot \pi )=s\cdot 2\cdot B\cdot I\cdot L\cdot r\cdot \left(\int \limits _{0}^{\pi }\sin(w\cdot t)d(w\cdot t)\right)/\pi }.

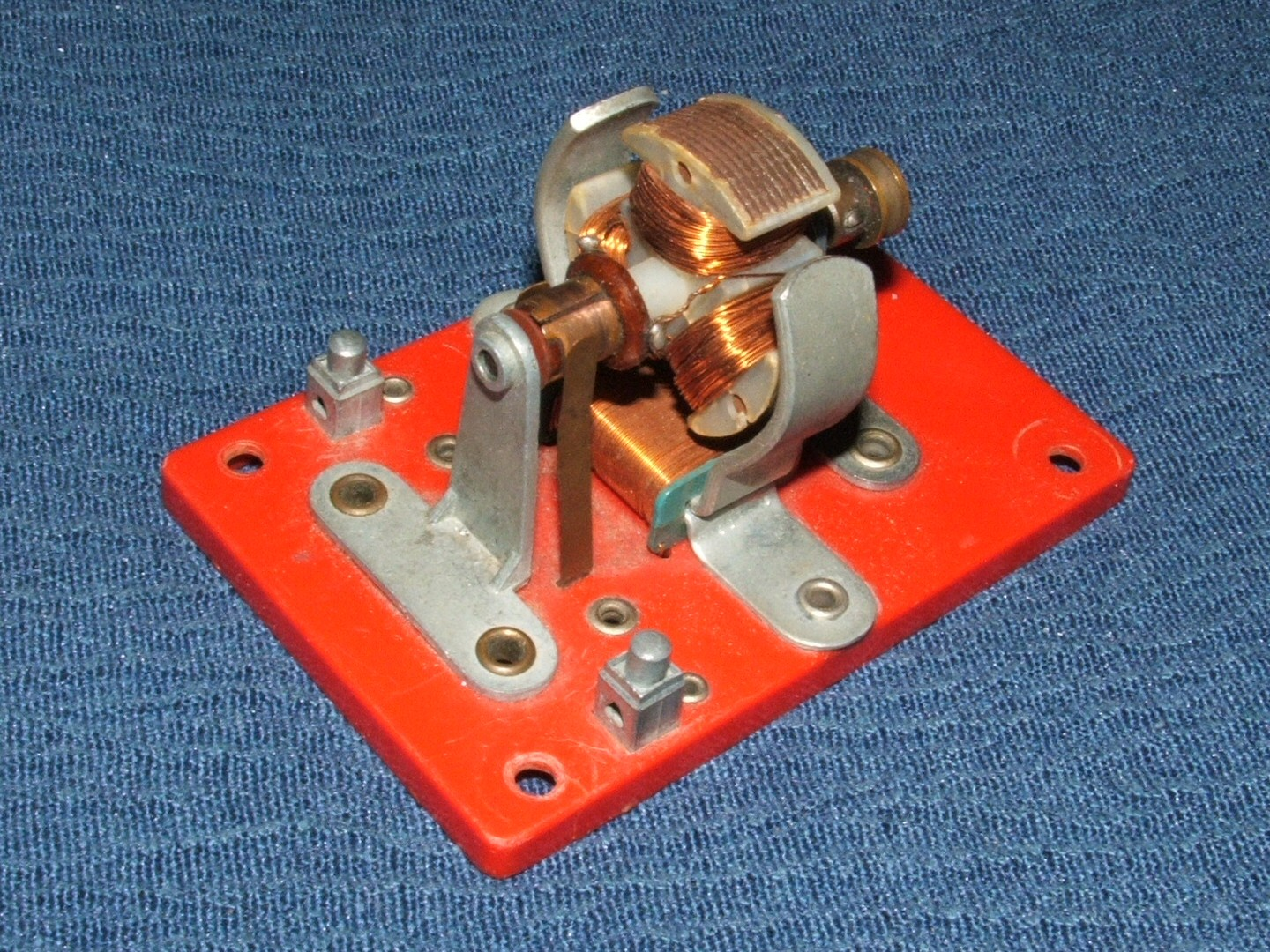
Рис. 2 Коллекторный двухполюсный двигатель постоянного тока с тремя зубцами на роторе

Двигатель, показанный на рис. 2, состоит из:

— одного электромагнита на статоре (двухполюсного статора) с явно выраженными полюсами и с одной обмоткой,
 — ротора с тремя зубцами и, соответственно, с тремя обмотками (обмотки ротора при такой конструкции могут быть включены звездой (в столь маломощной машине условия коммутации допускают такое соединение) или треугольником),

— щёточноколлекторного узла с тремя пластинами (ламелями) и с двумя щётками.

Самозапуск возможен из любого положения ротора. Имеет меньшую неравномерность крутящего момента, чем двигатель с двухзубцовым ротором (рис. 1).
ДПТ являются обратимыми электрическими машинами, то есть в определённых условиях способны работать как генераторы постоянного тока.
Сокращение ДПТ (двигатель постоянного тока) является неудачным, так как название «двигатель переменного тока» имеет то же сокращение — ДПТ. Но так как двигатели переменного тока разделяются на асинхронные (АД) и синхронные (СД), сокращение ДПТ относят к двигателям постоянного тока.

### Статор (индуктор)
На статоре ДПТ располагаются, в зависимости от конструкции, или постоянные магниты (микродвигатели), или электромагниты с обмотками возбуждения (катушками, наводящими магнитный поток возбуждения).
В простейшем случае статор имеет два полюса, то есть один магнит с одной парой полюсов. Но чаще ДПТ имеют две пары полюсов. Бывает и более. Помимо основных полюсов на статоре (индукторе) могут устанавливаться добавочные полюса, которые предназначены для улучшения коммутации на коллекторе.

### Ротор (якорь)

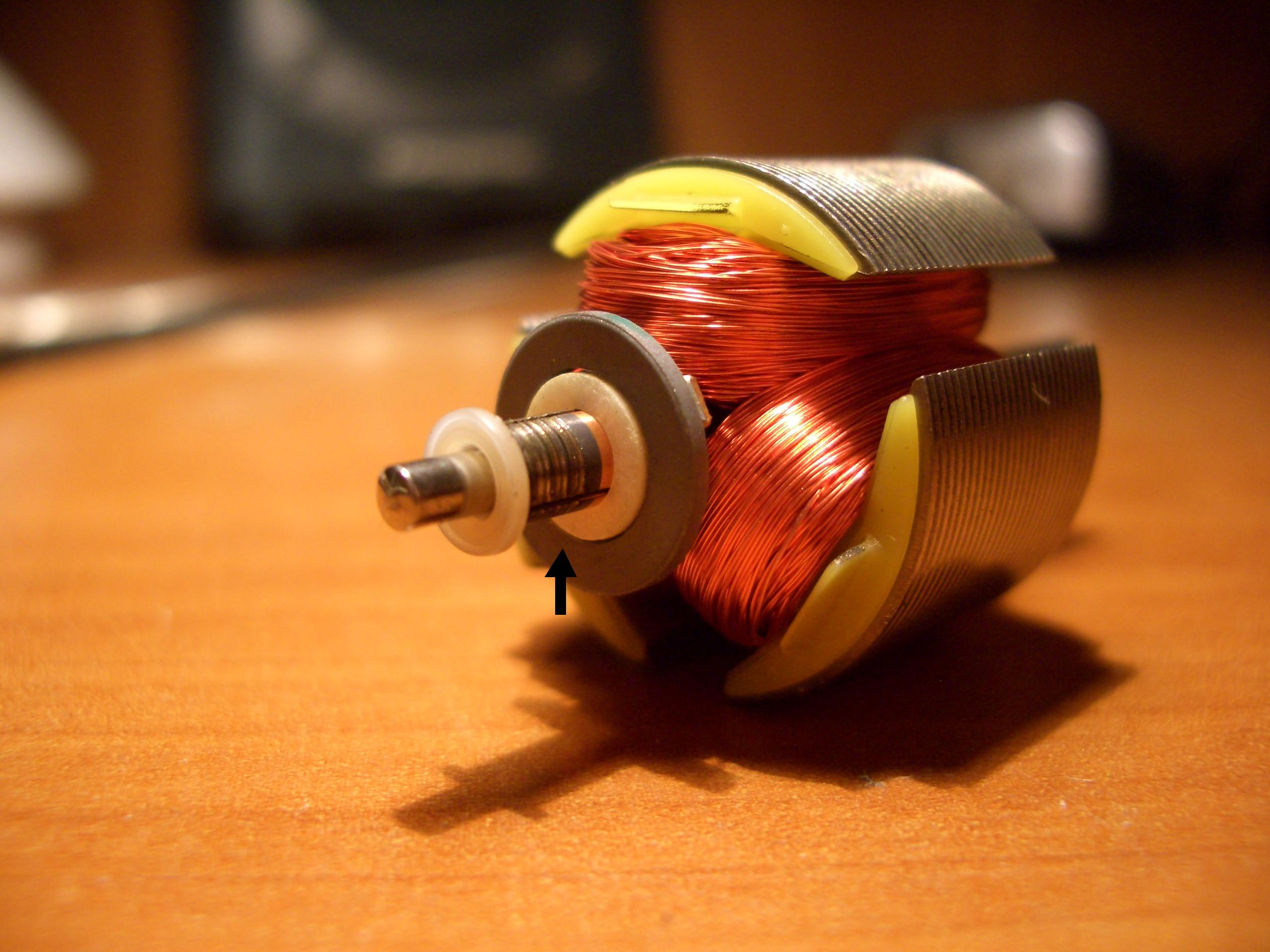
Рис. 3 Ротор

Минимальное число зубцов ротора, при котором самозапуск возможен из любого положения ротора — три. Из трёх, кажущихся явно выраженными, полюсов, на самом деле один полюс всё время находится в зоне коммутации, то есть ротор имеет минимум одну пару полюсов (как и статор, так как в противном случае работа двигателя невозможна).
Ротор любого ДПТ состоит из многих катушек, на часть которых подаётся питание, в зависимости от угла поворота ротора, относительно статора. Применение большого числа (несколько десятков) катушек, необходимо для уменьшения неравномерности крутящего момента, для уменьшения коммутируемого (переключаемого) тока, и для обеспечения оптимального взаимодействия между магнитными полями ротора и статора (то есть для создания максимального момента на роторе).
При вычислении момента инерции ротора его, в первом приближении, можно считать сплошным однородным цилиндром с моментом инерции, равным:
{\displaystyle J_{a}=(1/2)\cdot m\cdot R^{2}},
где {\displaystyle m} — масса цилиндра (ротора),
а {\displaystyle R} — радиус цилиндра (ротора).

#### Коллектор
Коллектор (щёточно-коллекторный узел) выполняет одновременно две функции: является датчиком углового положения ротора и переключателем тока со скользящими контактами.
Конструкции коллекторов имеют множество разновидностей.
Выводы всех катушек объединяются в коллекторный узел. Коллекторный узел обычно представляет собой кольцо из изолированных друг от друга пластин-контактов (ламелей), расположенных по оси (вдоль оси) ротора. Существуют и другие конструкции коллекторного узла.

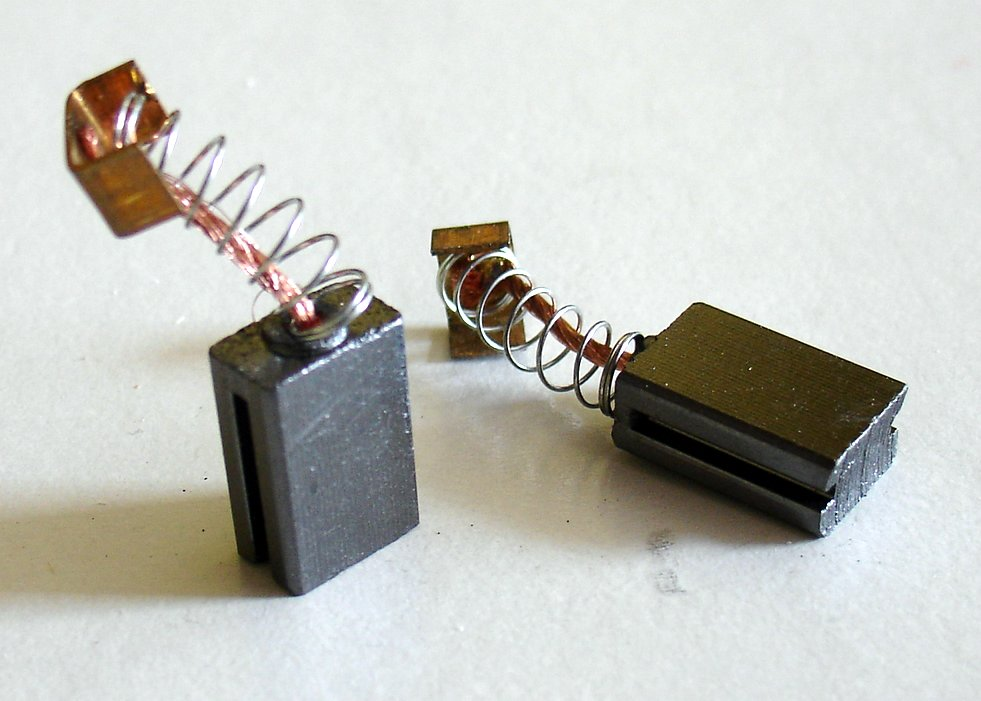
Рис. 4 Графитовые щётки

Щёточный узел необходим для подвода электроэнергии к катушкам на вращающемся роторе и переключения тока в обмотках ротора. Щётка — неподвижный контакт (обычно графитовый или медно-графитовый).
Щётки с большой частотой размыкают и замыкают пластины-контакты коллектора ротора. Как следствие, при работе ДПТ происходят переходные процессы в обмотках ротора. Эти процессы приводят к искрению на коллекторе, что значительно снижает надёжность ДПТ. Для уменьшения искрения применяются различные способы, основным из которых является установка добавочных полюсов.
При больших токах в роторе ДПТ возникают мощные переходные процессы, в результате чего искрение может постоянно охватывать все пластины коллектора, независимо от положения щёток. Данное явление называется кольцевым искрением коллектора или «круговой огонь». Кольцевое искрение опасно тем, что одновременно выгорают все пластины коллектора и срок его службы значительно сокращается. Визуально кольцевое искрение проявляется в виде светящегося кольца около коллектора.
Эффект кольцевого искрения коллектора недопустим. При проектировании приводов устанавливаются соответствующие ограничения на максимальные моменты (а следовательно, и токи в роторе), развиваемые двигателем.

## Принцип работы
Принципу работы электродвигателя постоянного тока может быть дано два описания:
1. подвижная рамка (два стержня с замкнутыми концами) с током в магнитном поле статора
или
2. взаимодействие магнитных полей статора и ротора.
Рамка с током, в однородном магнитном поле полюсов статора с индукцией {\displaystyle B}, на два стержня рамки длиной {\displaystyle L}, и с током {\displaystyle I}, действует сила Ампера {\displaystyle F}, постоянной величины, равные:
{\displaystyle F=B\cdot I\cdot L} и направленные в противоположные стороны.
Эти силы прикладываются к плечам {\displaystyle p}, равным:
{\displaystyle p=r\cdot \sin(w\cdot t)}, где {\displaystyle r} — радиус рамки;
и создают крутящий момент {\displaystyle M_{k}}, равный:
{\displaystyle M_{k}=F\cdot p=B\cdot I\cdot L\cdot r\cdot \sin(w\cdot t)}.
Для двух стержней рамки суммарный крутящий момент равен:
{\displaystyle M_{k}s=2\cdot M_{k}=2\cdot B\cdot I\cdot L\cdot r\cdot \sin(w\cdot t)}.
Практически (из-за того, что угловая ширина щётки {\displaystyle \alpha } (в радианах) немного меньше угловой ширины зазора {\displaystyle \beta }, между пластинами (ламелями) коллектора, чтобы источник питания не замыкался накоротко) четыре небольших части под кривой крутящего момента, равные:
{\displaystyle 2\cdot B\cdot I\cdot L\cdot r\cdot \int \limits _{0}^{\delta /2}\sin(w\cdot t)d(w\cdot t)}, где {\displaystyle \delta =\beta -\alpha },
не участвуют в создании общего крутящего момента.
При числе витков в обмотке, равном {\displaystyle s}, крутящий момент будет равен:
{\displaystyle M_{s}=s\cdot 2\cdot B\cdot I\cdot L\cdot r\cdot \sin(w\cdot t)}.
Наибольший крутящий момент будет при угле поворота рамки равном: {\displaystyle \pi /2}, то есть при угле 90°.
При этом угле поворота рамки с током, вектора магнитных полей статора и ротора (рамки) будут перпендикулярны друг к другу, то есть под углом 90°. При угле поворота ротора (рамки), равном 180°, крутящий момент равен нулю (из-за нулевого плеча), но силы не равны нулю и это положение ротора (рамки), при отсутствии переключения тока, весьма устойчиво и подобно одному шагу в шаговом двигателе.
Без учёта короткозамкнутых щётками частей крутящего момента средний крутящий момент за один оборот (период) равен площади под интегральной кривой крутящего момента, делённой на длину периода {\displaystyle (2\cdot \pi )}:
{\displaystyle Mkrsr=\left(2\cdot \int \limits _{0}^{\pi }B\cdot I\cdot L\cdot r\cdot \sin(w\cdot t)d(w\cdot t)\right)/(2\cdot \pi )=B\cdot I\cdot L\cdot r\cdot \left(\int \limits _{0}^{\pi }\sin(w\cdot t)d(w\cdot t)\right)/\pi }.
При {\displaystyle s} витков в обмотке:
{\displaystyle Mkrsr=s\cdot B\cdot I\cdot L\cdot r\cdot \left(\int \limits _{0}^{\pi }\sin(w\cdot t)d(w\cdot t)\right)/\pi }.

### Две рамки с током в однородном магнитном поле полюсов статора
Если на роторе машины установить вторую рамку, сдвинутую относительно первой на угол {\displaystyle \pi /2}, то получится четырёхполюсный ротор.
Момент второй рамки:
{\displaystyle M_{c}=2\cdot B\cdot I\cdot L\cdot r\cdot \sin(\omega t+\pi /2)=2\cdot B\cdot I\cdot L\cdot r\cdot \cos(\omega t)}.
Суммарный момент обеих рамок:
{\displaystyle M_{k}=M_{s}+M_{c}=2\cdot B\cdot I\cdot L\cdot r\cdot (\sin(\omega t)+\cos(\omega t))}.
Таким образом получается, что крутящий момент зависит от угла поворота ротора, но неравномерность меньше, чем при одной рамке. Кроме этого, добавляется самозапуск из любого положения ротора. При этом для второй рамки потребуется второй коллектор (щёточно-коллекторный узел). Оба узла соединяются параллельно, при этом переключение тока в рамках происходит в интервалах с наименьшим током в рамках, при последовательном соединении переключение тока в одной из рамок (разрыв цепи) происходит во время максимального тока в другой рамке. Практически, из-за того, что угловая ширина щётки {\displaystyle \alpha } (в радианах) немного меньше угловой ширины зазора {\displaystyle \beta } (в радианах) между пластинами коллектора (ламелями), восемь небольших частей под кривой крутящего момента, равных:
{\displaystyle 2\cdot B\cdot I\cdot L\cdot r\int \limits _{0}^{\Delta /2}\sin(\omega t)\cdot d(\omega t)}, где {\displaystyle \Delta =\beta -\alpha },
не участвуют в создании общего крутящего момента.

### Рамка с током в неоднородном магнитном поле полюсов статора
Если магнитное поле полюсов статора неоднородное и изменяется по отношению к стержням рамки по закону:
{\displaystyle B=B_{m}\cdot \sin(\omega \cdot t)},
то крутящий момент для одного стержня будет равен:
{\displaystyle M=B_{m}\cdot \sin(\omega \cdot t)\cdot I\cdot L\cdot r\cdot \sin(\omega \cdot t)=B_{m}\cdot I\cdot L\cdot r\cdot (\sin(\omega \cdot t))^{2}},
для двух стержней:
{\displaystyle M_{s}=2\cdot B_{m}\cdot I\cdot L\cdot r\cdot (\sin(\omega \cdot t))^{2}},
для рамки из {\displaystyle s} витков:
{\displaystyle M_{s}s=s\cdot 2\cdot B_{m}\cdot I\cdot L\cdot r\cdot (\sin(\omega \cdot t))^{2}}.
В создании крутящего момента не участвуют четыре части под кривой крутящего момента, равные:
{\displaystyle s\cdot 2\cdot B_{m}\cdot I\cdot L\cdot r\cdot \int \limits _{0}^{\delta /2}(\sin(\omega \cdot t))^{2}d(\omega \cdot t).}
Без учёта короткозамкнутых щётками частей крутящего момента средний крутящий момент за один оборот (период) равен площади под интегральной кривой, делённой на длину периода {\displaystyle (2\cdot \pi )}:
{\displaystyle Mkrsr=2\cdot \int \limits _{0}^{\pi }B_{m}\cdot I\cdot L\cdot r\cdot (\sin(\omega \cdot t))^{2}d(\omega \cdot t)/(2\cdot \pi )=B_{m}\cdot I\cdot L\cdot r\cdot \int \limits _{0}^{\pi }(\sin(\omega \cdot t))^{2}d(\omega \cdot t)/\pi }.
При {\displaystyle s} витках в обмотке:
{\displaystyle Mkrsr=(s\cdot B_{m}\cdot I\cdot L\cdot r\cdot \int \limits _{0}^{\pi }(\sin(\omega \cdot t))^{2}d(\omega \cdot t))/\pi }.

### Две рамки с током в неоднородном магнитном поле полюсов статора
Для второй (косинусной) рамки:
{\displaystyle \sin(w\cdot t+\pi /2)=\cos(w\cdot t)};
крутящий момент от второй (косинусной) рамки будет равен:
{\displaystyle M_{c}=2\cdot B_{m}\cdot I\cdot L\cdot r\cdot (\cos(w\cdot t))^{2}},
суммарный крутящий момент от обеих рамок равен:
{\displaystyle M_{k}=M_{s}+M_{c}=2\cdot B_{m}\cdot I\cdot L\cdot r\cdot ((\sin(w\cdot t))^{2}+(\cos(w\cdot t))^{2})=2\cdot B_{m}\cdot I\cdot L\cdot r},
то есть постоянен, и от угла поворота ротора не зависит.
Практически из-за наличия зазора восемь небольших частей, под кривой крутящего момента, равные:
{\displaystyle 2\cdot B_{m}\cdot I\cdot L\cdot r\cdot \int \limits _{0}^{\delta /2}(\sin(w\cdot t))^{2}d(w\cdot t)} каждая, в создании крутящего момента не участвуют.
Для вычисления момента инерции ротора его можно считать, в первом приближении, сплошным однородным цилиндром с моментом инерции:
{\displaystyle J_{a}=(1/2)\cdot m\cdot R^{2}}, где {\displaystyle m} — масса цилиндра (ротора), {\displaystyle R} — радиус цилиндра (ротора).

### Взаимодействие магнитных полей
Работа по вращению ротора (рамки с током) совершается не за счет энергии внешнего магнитного поля (поля статора), а за счет источника тока, поддерживающего неизменным ток в контуре рамки. При изменениях магнитного потока, пронизывающего контур (рамку с током) при вращении, в этом контуре возникает э.д.с. индукции, направленная противоположно э.д.с. источника тока. Следовательно, источник тока, кроме работы, затрачиваемой на выделение ленц-джоулева тепла, должен совершать дополнительную работу против э.д.с. индукции.
Сам же процесс вращения происходит за счет силы Ампера, действующей на проводник с электрическим током, находящийся в магнитном поле.
Правильное мнение, что ротор (рамка с током) приходит в движение за счет того, что его магнитное поле отталкивается от магнитного поля статора.

## Свойство саморегулирования
Все электродвигатели постоянного тока автоматически создают вращающий момент, равный моменту сопротивления на валу, и при этом частота вращения устанавливается постоянной.
Предположим, что момент сопротивления {\displaystyle M_{r}} возрос и стал больше момента вращения {\displaystyle M_{d}}. В соответствии с уравнением механики {\displaystyle M_{d}-M_{r}=J{\frac {d\Omega }{dt}}} появляется отрицательное ускорение {\displaystyle {\frac {d\Omega }{dt}}<0} и частота вращения якоря {\displaystyle n={\frac {60\Omega }{2\pi }}} начинает падать. Вместе с частотой вращения якоря падает противо-ЭДС {\displaystyle E=C_{e}n\Phi }, а ток якоря {\displaystyle I={\frac {U-E}{R}}} и вращающий момент {\displaystyle M_{d}=C_{m}\Phi I} возрастают. Когда вращающий момент станет равным возросшему моменту сопротивления, {\displaystyle {\frac {d\Omega }{dt}}} станет равным нулю и установится новая постоянная частота вращения {\displaystyle n2<n1}.

## Классификация
ДПТ классифицируют по виду магнитной системы статора:
- с постоянными магнитами (ДПМ)
- с электромагнитами:
  - с независимым включением обмоток (независимое возбуждение);
  - с последовательным включением обмоток (последовательное возбуждение);
  - с параллельным включением обмоток (параллельное возбуждение);
  - со смешанным включением обмоток (смешанное возбуждение):
    - с преобладанием последовательной обмотки;
    - с преобладанием параллельной обмотки.

Вид подключения обмоток статора существенно влияет на тяговые и электрические характеристики электродвигателя.

## Разновидности

### Коллекторные, с щёточноколлекторным переключателем тока
С одним коллектором (щёточноколлекторным узлом) и {\displaystyle 2\cdot n} обмотками, где {\displaystyle n} — число пар полюсов ротора, с соединением обмоток ротора в кольцо (по этой классификации двигатель на рис. 2 является полуторным, имеет полторы пары полюсов и {\displaystyle 2\cdot 1{,}5=3} обмотки ротора). Имеют большую, короткозамкнутую щётками, часть обмотки ротора, равную:
{\displaystyle k\cdot \alpha /(2\cdot \pi )}, где {\displaystyle k} — число щёток, {\displaystyle \alpha } — угловая ширина одной щётки (рад), {\displaystyle \pi } — число пи (3,14…).
С двумя коллекторами (щёточноколлекторными узлами, в бесколлекторных — с инвертором на двух параллельных мостах) и двумя обмотками синусной и косинусной (синусно-косинусный, двухфазный) с неоднородным (синусообразным) магнитным полем полюсов статора. Имеют малую нерабочую часть под кривой крутящего момента, равную:
{\displaystyle 8\cdot 2\cdot B_{m}\cdot I\cdot L\cdot r\cdot \int \limits _{0}^{\delta /2}(\sin(w\cdot t))^{2}d(w\cdot t)},
где {\displaystyle \delta =\beta -\alpha }, a {\displaystyle \beta } — угловая ширина зазора между пластинами коллектора (ламелями).
Подобен двухфазному бесколлекторному.
С тремя коллекторами и тремя обмотками (в бесколлекторных с инвертором на трёх параллельных мостах, трёхфазный).
С четырьмя коллекторами (щёточноколлекторными узлами) и двумя обмотками синусной и косинусной (синусно-косинусные), специальные. Специальная конструкция коллектора с четырьмя коллекторами (один коллектор на одну щётку) позволяет почти до нуля уменьшить нерабочую часть крутящего момента (нерабочая часть крутящего момента в этом двигателе зависит от точности изготовления деталей) и сделать используемую часть крутящего момента независимой от угловой ширины щётки. При этом угловая ширина одной пластины коллектора равна:
{\displaystyle \gamma =\pi -\alpha }, где {\displaystyle \alpha } — угловая ширина одной щётки.
С четырьмя коллекторами и четырьмя обмотками (в бесколлекторных — с инвертором на четырёх параллельных мостах, четырёхфазный).
С восемью коллекторами (щёточноколлекторными узлами). В этом двигателе уже нет рамок, а ток подаётся через коллекторы в отдельные стержни ротора.
И др.

### Бесколлекторные, с электронным переключателем тока
Электронным аналогом щёточно-коллекторного узла является инвертор с датчиком положения ротора (ДПР) (вентильный электродвигатель).
Ротор является постоянным магнитом, а обмотки статора переключаются электронными схемами — инверторами.
Бесколлекторный двигатель постоянного тока с выпрямителем (мостом) может заменить универсальный коллекторный двигатель (УКД).

### Другие виды электродвигателей постоянного тока
- Униполярный электродвигатель (униполярный генератор)
- Универсальный коллекторный двигатель, — работает и на постоянном токе, и на переменном. Применяется в ручных электроинструментах (электродрели, электролобзики, электропилы, электрорубанки и др.), пылесосах, кофемолках, блендерах и др.

## Управление
Основные формулы, используемые при управлении ДПТ:
- Скорость двигателя:

{\displaystyle \omega ={\frac {U-IR}{C\Phi }}}
где {\displaystyle U} — подводимое к обмотке якоря напряжение,
{\displaystyle I} — ток обмотки якоря,
{\displaystyle R} — сопротивление цепи якоря,
{\displaystyle C} — конструктивная постоянная,
{\displaystyle \Phi } — поток, создаваемый обмоткой возбуждения.
- Крутящий момент, развиваемый двигателем с независимым (параллельным) возбуждением, пропорционален току в обмотке якоря (ротора) (для двигателей последовательного возбуждения — момент приближённо пропорционален квадрату тока, так как поток пропорционален почти току):

{\displaystyle M=C_{m}\Phi I}
- ПротивоЭДС в обмотках якоря пропорциональна угловой частоте вращения ротора b при постоянном потоке возбуждения Φ:

{\displaystyle E=k_{e}\cdot \omega }, где {\displaystyle k_{e}} — коэффициент ЭДС двигателя, {\displaystyle \omega } — угловая скорость вращения ротора.
Общие способы управления ДПТ:
- изменение напряжения, подводимого к обмотке якоря;
- введение добавочного сопротивления в цепь якоря;
- изменение потока (регулирование возбуждения).

### Механическая характеристика
Зависимость частоты от момента на валу ДПТ отображается в виде графика. Горизонтальная ось (абсцисс) — момент на валу ротора, вертикальная ось (ординат) — частота вращения ротора. Механическая характеристика ДПТ есть прямая, идущая с отрицательным наклоном.
Механическая характеристика ДПТ строится при определённом напряжении питания обмоток ротора. В случае построения характеристик для нескольких значений напряжения питания говорят о семействе механических характеристик ДПТ.

### Регулировочная характеристика
Зависимость частоты вращения ротора от напряжения питания обмоток ротора ДПТ, отображается в виде графика. Горизонтальная ось (абсцисс) — напряжение питания обмоток ротора, вертикальная ось (ординат) — частота вращения ротора. Регулировочная характеристика ДПТ есть прямая, идущая с положительным наклоном.
Регулировочная характеристика ДПТ строится при определённом моменте, развиваемом двигателем. В случае построения регулировочных характеристик для нескольких значений момента на валу ротора говорят о семействе регулировочных характеристик ДПТ.

## Режимы работы

### Двигательный режим
В диапазоне изменения частоты вращения вала электродвигателя от нуля до {\displaystyle \Omega _{0}={\frac {V_{0}}{K_{E}}}} машина работает как двигатель, частота вращения которого зависит от нагрузки.

### Генераторный режим
Пусть на электродвигатель постоянного тока подается напряжение {\displaystyle V_{0}} и механическая нагрузка на его валу отсутствует. Тогда частота вращения его ротора {\displaystyle \Omega _{0}={\frac {V_{0}}{K_{E}}}}. Здесь {\displaystyle K_{E}} — постоянная ЭДС. Если с помощью внешнего момента заставить вал электродвигателя вращаться с частотой вращения {\displaystyle \Omega _{R}>\Omega _{0}}, то ЭДС на зажимах двигателя {\displaystyle V_{R}={K_{E}}\Omega _{R}} окажется больше приложенного к двигателю напряжения {\displaystyle V_{0}}. В результате электрический ток изменит свое направление и потечет обратно от электродвигателя, превратившегося в электрогенератор, в источник питания (рекуперация электроэнергии). Электрический ток рекуперации {\displaystyle I_{R}={\frac {V_{R}-V_{0}}{R_{A}}}}, где {\displaystyle R_{a}} — сопротивление якоря. В процессе рекуперации электродвигатель преобразует механическую работу момента внешних сил, приложенного к его валу, в электрическую мощность: {\displaystyle P_{R}=V_{R}I_{R}=K_{E}\Omega _{R}I_{R}}. Часть этой мощности превращается в тепло в процессе нагрева двигателя: {\displaystyle P_{L}=R_{A}I_{R}^{2}}. В источник питания рекуперируется оставшаяся часть мощности: {\displaystyle P_{S}=P_{R}-P_{L}=K_{E}\Omega _{R}I_{R}-R_{A}I_{R}^{2}=V_{0}I_{R}}.

### Тормозной режим
При тормозном режиме работы электродвигателя, создающего вращающий момент, направленный, например, по часовой стрелке, к его валу больший момент, приложенный против часовой стрелки. В результате направление вращения двигателя меняется на противоположное и полярность противо-ЭДС {\displaystyle V_{T}} меняется на противоположную и становится как у полярности приложенного напряжения {\displaystyle V_{0}}. По обмотке двигателя протекает ток: {\displaystyle I_{T}={\frac {|V_{T}|+V_{0}}{R_{A}}}}. Для перехода в тормозной режим двигателя, работающего в двигательном режиме, изменяют полярность приложенного к нему напряжения. В результате двигатель переходит в тормозной режим до тех пор, пока не изменится направление его вращения. В тормозном режиме электрическая энергия, подводимая к двигателю от внешнего источника и работа момента внешних сил, приложенных к его оси, превращаются в тепло.

## Применение
- Краны различных тяжёлых производств
- Привод, с требованиями регулировки скорости в широком диапазоне и высоким пусковым моментом (подъемные установки, прокатные и обжимные станы (блюминги, слябинги))
- Привод механизмов напора/натяжения и поворота экскаваторов
- Тяговые электродвигатели тепловозов, электровозов, теплоходов, карьерных самосвалов и пр.
- Электрические стартёры автомобилей, тракторов и др. Для уменьшения номинального напряжения питания в автомобильных стартёрах применяют двигатель постоянного тока с четырьмя щётками. Благодаря этому эквивалентное комплексное сопротивление ротора уменьшается почти в четыре раза. Статор такого двигателя имеет четыре полюса (две пары полюсов). Пусковой ток в автомобильных стартёрах около 200 ампер. Режим работы — кратковременный.
- Миниатюрные низковольтные электродвигатели постоянного тока широко применяются в самых разных устройствах: игрушках, компьютерной технике, оргтехнике, транспортных средствах (например, привод стеклоочистителей), аккумуляторных электроинструментах, и другое.

## Достоинства и недостатки
Достоинства:
- простота устройства и управления;
- практически линейные механическая и регулировочная характеристики двигателя;
- легко регулировать частоту вращения;
- хорошие пусковые свойства (большой пусковой момент), (наибольший пусковой момент у ДПТ с последовательным возбуждением);
- компактнее других двигателей (если использовать сильные постоянные магниты в статоре);
- так как ДПТ являются обратимыми машинами, появляется возможность использования их как в двигательном, так и в генераторном режимах.

Недостатки:
- дороговизна изготовления;
- для питания электродвигателя от сети переменного тока необходимо использовать выпрямительные устройства, причем для двигателей независимого возбуждения зачастую отдельные для обмоток якоря и возбуждения;
- необходимость профилактического обслуживания коллекторно-щёточных узлов;
- ограниченный срок службы из-за износа коллектора;
- двигатели последовательного возбуждения обязательно должны работать с нагрузкой на валу во избежание неконтролируемого увеличения скорости и разрушения двигателя («разноса»).